# أبو تراب النخشبي
أبو تراب عسكر بن حصين النخشبي، أحد علماء أهل السنة والجماعة ومن أعلام التصوف السني في القرن الثالث الهجري، قال عنه أبو عبد الرحمن السلمي بأنه «من جلة مشايخ خراسان، والمذكورين بالعلم، والفتوة، والتوكل، والزهد، والورع»، ووصفه الذهبي بأنه «الإمام القدوة شيخ الطائفة». ومدينة نخشب من نواحي بلخ تسمى أيضا «نسف». توفي بطريق الحج انقطع فنهشته السباع في سنة 245 هـ.

## شيوخه وتلاميذه
صحب أبا حاتم العطار البصري، وحاتما الأصم البلخي وحدث عن نعيم بن حماد ومحمد بن عبد الله بن نمير وغيرهما. وحدث عنه الفتح بن شخرف ورفيقه أبو بكر بن أبي عاصم وعبد الله بن أحمد بن حنبل ويوسف بن الحسين الرازي وأبو عبد الله أحمد بن الجلاء وغيرهم.

## من أقواله
- أشرف القلوب، قلب حي بنور الفهم عن الله.[1]
- سئل عن صفة العارف، فقال: الذي لا يكدره شيء ويصفو به كل شيء.[2]
- إذا صدق العبد في العمل وجد حلاوته قبل مباشرة العمل.[3]